# Spitssnuitzeebrasem
De spitssnuitzeebrasem (Diplodus puntazzo) is een straalvinnige vissensoort uit de familie van zeebrasems (Sparidae). De wetenschappelijke naam van de soort is voor het eerst geldig gepubliceerd in 1792 door Walbaum.

## Beschrijving
Deze zeebrasem heeft een gemiddelde lengte van 25 à 30 cm met uitschieters tot 60 cm. De vis is lichtgrijs met verticale strepen op de flanken en een donkere band om de wortel van de staart. Dit laatste onderscheidt hem van de zebrazeebrasem. Het is een alleseter.

## Verspreiding
De spitssnuitzeebrasem leeft in de kustzone, van in de branding tot een diepte van 150 m en komt algemeen voor aan de Atlantische kusten van Gibraltar tot Sierra Leone. Meer noordelijk is hij zeldzamer. Hij is ook vrij algemeen in de Middellandse Zee.